# Hieracium alfitodes
Hieracium alfitodes es una especie de planta con flor del género Hieracium, de la familia Asteraceae, orden Asterales.

## Distribución
Hieracium alfitodes se distribuye por Noruega.

## Taxonomía
Fue descrita científicamente por (Omang) Omang. Fue publicada en Nyt Mag. Naturvidensk. 67: 335 (1929).